# Catalina Corró i Lorente
Catalina Corró i Lorente (Inca, 14 d'abril de 1995) és una nedadora mallorquina, 25 cops campiona d'Espanya en piscina curta i llarga en les modalitats de 200 m. i 400 m. estils, i campiona als Jocs Mediterranis de Tarragona 2018 en la modalitat de 400 m. estils.

## Trajectòria
Integrant de l'equip absolut estatal, fou campiona dels Jocs de la Mediterrània de 2018 en la modalitat de 400 m estils i finalista europea en la mateixa disciplina. Fou becada durant diversos anys per la Reial Federació Espanyola de Natació al Centre d'Alt Rendiment de Sant Cugat del Vallès, entrenant a les ordres de José Antonio del Castillo, i competint pel Club Natació Palma i pel Club Natació Bidasoa XXI; fins que a la temporada 2018/19 decidí començar a entrenar i competir pel Club Natació Sabadell, a les ordres d'Àlex López i entrenant en un grup d'elit amb nedadores com Marina Garcia, Beatriz Gómez i Judit Ignacio. Aquella mateixa temporada va aconseguir nedar tres finals de la Universíada de Nàpols, les de 200 i 400 m. estils i la de 400 m. lliure.
A l'octubre de 2019 anuncià que deixava la natació de forma temporal, per fer-se càrrec de complicacions derivades del tumor cerebral del qual s'operà el març de 2017. Tres mesos després, el gener de 2020, reaparegué en competició al Campionat de Catalunya Open. Després d'una tercera intervenció al 2020, reaparegué a l'agost del mateix any obtenint el segon lloc en la prova dels 400 m. papallona d'una competició disputada a la ciutat portuguesa de Loulé. Es retirà definitivament de la competició al 2022.

## Reconeixement
Al febrer de 2019, l'Ajuntament d'Inca va decidir donar el nom de Catalina Corró Lorente a les instal·lacions municipals de la Piscina Coberta de la població.
Al 2020 li va ser concedit el Premi Ramon Llull, que atorga el Govern de les Illes Balears, «en reconeixement de la seva trajectòria esportiva en el món de la natació i per ser un exemple a seguir per als esportistes de les Illes Balears pel seu afany de superació, valor i constància per continuar endavant en els moments més difícils».